# Selaginella crassipes
Selaginella crassipes är en mosslummerväxtart som beskrevs av Antoine Frédéric Spring.
Selaginella crassipes ingår i släktet mosslumrar och familjen mosslummerväxter. Inga underarter finns listade i Catalogue of Life.